# Eulycia
Eulycia is een geslacht van vlinders van de familie spanners (Geometridae), uit de onderfamilie Ennominae.

## Soorten
- E. accentuata (Felder & Rogenhofer, 1875)
- E. extorris (Warren, 1904)
- E. grisea (Warren, 1897)
- E. subpunctata (Warren, 1897)